# Lejan
Lejan là một đô thị thuộc tỉnh Lori, Armenia. Dân số ước tính năm 2011 là 1083 người.